# Експедиція Франкліна (1819—1822)
Експедиція Франкліна 1819—1822 рр. або Перша експедиція Франкліна — експедиція з освоєння північного узбережжя Канади в гирлі річки Коппермайн, організована Королівським військово-морським флотом Великої Британії в рамках спроби відшукати та нанести на карту Північно-Західний прохід. Це була перша з трьох арктичних експедицій, посаду керівника в яких посідав сер Джон Франклін. У штаті підприємства значилися також Джордж Бак і Джон Річардсон, котрі згодом самі стали відомими полярними дослідниками.
Експедиція характеризувалася поганим плануванням, невезінням і невиконанням обіцянок. Підтримка з боку місцевих торговців хутром і корінних народів виявилася меншою, ніж очікувалося. У зв'язку з порушенням постачання продуктів і надзвичайно суворими погодними умовами люди постійно були близькі до голодної смерті.
Зрештою, узбережжя Північного Льодовитого океану було досягнуто, але лише 500 миль (800 км) було вивчено, перш ніж у партії закінчилися запаси харчів та настала зима, що змусило людей повернути в зворотну дорогу. Експедиціонери зробили відчайдушну спробу повернення  раніше незвіданою територією, жорстоко страждаючи від голоду, часто харчуючись тільки лишайниками. Одинадцять з двадцяти членів походу врятувало індіанське плем'я єлловнайф, яке раніше не виконало частину своїх зобов'язань. Від тих, що вижили поширилися чутки про вбивства та можливі факти канібалізму в рядах експедиційної партії.
Після повернення місцеві торговці хутром накинулися на Франкліна з критикою за планування експедиції, що носило випадковий характер, і нездатність адаптуватися до умов, з якими він змушений був зіткнутися. Проте в Англії Франкліна прийняли як героя, його вшановували за виявлену в екстремальній ситуації мужність. Експедиція захопила уяву публіки, особливо відчайдушний вчинок її керівника, — сер Джон Франклін став відомим як «людина, яка з'їла свої черевики».

## Передумови

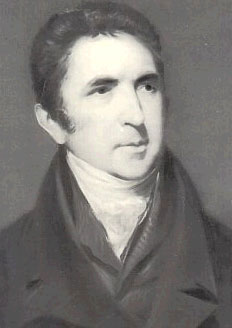
Сер Джон Барроу активно просував дослідження Арктики Королівським військово-морським флотом

У перші роки після наполеонівських війн британський флот під впливом сера Джона Барроу звернув свою увагу на можливість відкриття Північно-Західного проходу, передбачуваного маршруту уздовж північного узбережжя Канади, який би надав європейським судам легкий доступ до ринків Сходу. Доказом існування проходу служило те, що китобої в Беринговій протоці добували китів з гренландськими списами, тоді як китобої Гренландії періодично виловлювали китів зі списами, використовуваними в Беринговій протоці. Однак лабіринт островів північної Канади був майже не нанесений на карту, і не було відомо ні одного вільного від льоду проходу. До 1819 року північне узбережжя Канади поставало перед поглядом лише двох європейців: 1771 року Семюель Герн обстежив гирло річки Коппермайн в точці, що лежить приблизно в 1500 милях (2400 км) на схід від Берингової протоки, і 1789 року Александр Маккензі вивчив гирло річки, названої його ім'ям. Воно знаходилося приблизно в 500 милях (800 км) на захід від гирла річки Коппермайн.
1818 року Барроу послав свою першу експедицію на пошуки Північно-Західного проходу під керівництвом Джона Росса. Підприємство закінчилося провалом: Росс увійшов в протоку Ланкастер, але, вирішивши, що опинився в затоці, розвернув кораблі і повернувся до Великої Британії. Водночас, Девід Бьюкен зробив спробу допливти з Англії прямо до Північного полюса, пройшовши через Берингову протоку (Барроу був прихильником гіпотези, що навколо Полюса простягається Полярне море — вільна від льоду акваторія), але повернувся лише зі звісткою, що на північ від Шпіцбергена знаходиться льодова перешкода, подолати яку не представляється можливим.
Наступного року Барроу спланував ще дві експедиції в Арктику. Морська експедиція під командуванням Вільяма Едварда Паррі повинна була продовжити роботу Росса, продовживши пошуки Прохода від протоки Ланкастер. Водночас, друга сухопутна експедиція повинна була пройти до канадського узбережжя вздовж річки Коппермайн та нанести на карту як можна більшу частину узбережжя, і, можливо, навіть зустрітися з кораблями Паррі. На роль керівника цього підприємства був обраний лейтенант Джон Франклін, що роком раніше командував одним з експедиційних судів Б'юкена.

## Планування експедиції

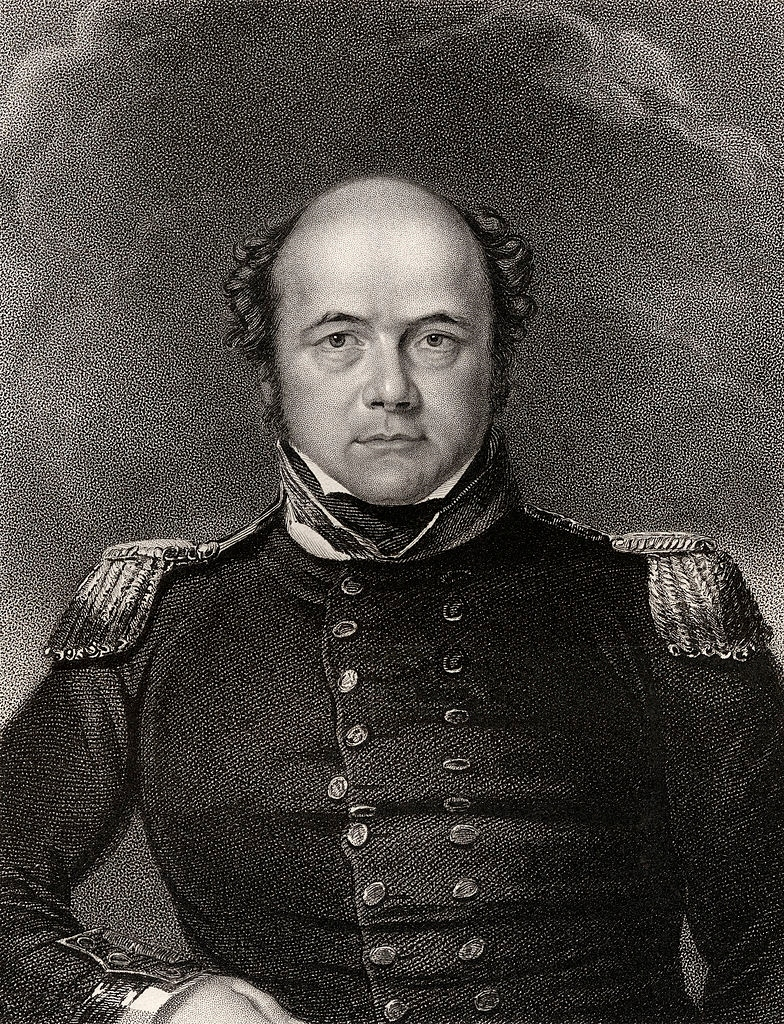
Лейтенант Джон Франклін, керівник експедиції

Отримані Франкліном інструкції носили достатньо загальний характер. Він повинен був просуватися по суші до Великого невільничого озера, а звідти — спуститися уздовж річки Коппермайн до узбережжя. Досягнувши берега, йому пропонувалося попрямувати на схід в сторону Репалс-Бей на зустріч з кораблями Паррі. Однак, Франкліну також був наданий вибір йти на захід та нанести на карту берегову лінію між річками Коппермайн та Маккензі або навіть рухатися на північ, до раніше незвіданих морях.
Ще більш серйозний характер, ніж двозначні інструкції, носило те, що експедиція була організована з вельми обмеженим бюджетом. Франкліну дозволили взяти в експедицію лише мінімальне число військових моряків. Ними були лікар, натураліст та помічник командира Джон Річардсон, двоє мічманів — Джордж Бак і Роберт Хук, який ще 1818 року ходив на одному із судів Б'юкена, і матрос Джон Хепберн. Решту персонала Франклін мав найняти вже під час експедиції. Допомогу повинні були надати вояжери Компанії Гудзонової затоки аборигени-французького походження та її конкурента — Північно-Західної компанії, а індіанці місцевого племені єлловнайф, згідно з планом, повинні були виступити як провідники та забезпечити експедицію їжею.

## З Англії до форту Ентерпрайз
Експедиція відпливла від причалів міста Грейвсенд 23 травня на кораблі Компанії Гудзонової затоки через три місяці планування та одразу ж зіткнулася з труднощами. Корабель ненадовго зупинився біля узбережжя Норфолка, де у Бака були невідкладні справи. Однак, перш ніж він повернувся, подув попутний вітер та корабель відплив, залишивши Бака на березі, щоб він добирався до наступної запланованої стоянки на Оркнейські островах самостійно. Більш серйозна проблема виникла в Стормнессе, коли Бак, вже возз'єднавшись з експедицією, спробував найняти місцевих човнярів для першої частини походу. Однак, народ в Стромнессе, як виявилося, відчував набагато слабшу зацікавленість у підприємстві, ніж передбачалося. Найняти вдалося лише чотирьох людей, і тільки з умовою дійти лише до форту Чіпевіан на озері Атабаска.
30 серпня люди Франкліна досягли Йорк-Фекторі, головного порту на південно-західному узбережжі Гудзонової затоки, щоб почати звідти 1700-мильний (2700 км) похід по Великому Невільничому озеру. Тут експедиція розраховувала отримати допомогу від Компанії Гудзонової затоки та Північно-Західної компанії. Проте, вони вже кілька років вели затяжну торговельну війну, а тому змогли виділити вкрай малу кількість ресурсів для потреб підприємства Франкліна. Він узяв з собою невеликий човен (який був занадто малий для навантаження на нього всього необхідного), і, сповнений впевненості, що інші човни будуть відправлені слідом, відправився за звичайним торговим шляхом до Камберленд Хаус (в той час поселення складалося з дерев'яної хатини, що служила будинком для 30 робітників Компанії Гудзонової затоки). Там експедиція залишилася на зимівлю. Зима видалася суворою, а прибулі одного разу місцеві індіанці повідали про те, що дичини стало настільки мало, що деякі їхні родини були змушені заради виживання вдатися до канібалізму.

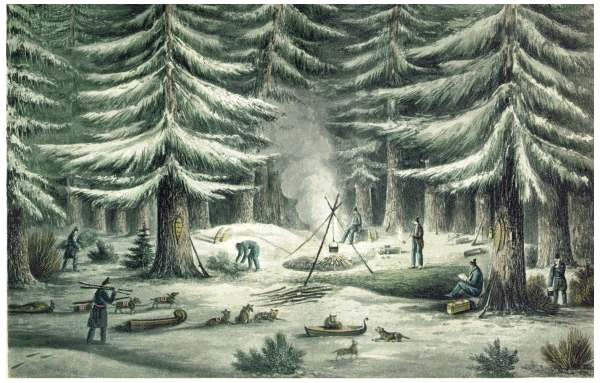
Будівництво табору для першої зимівлі

У січні 1820 року Франклін, Бак і Хемпберн на чолі сформованого загону повинні були пройти через соснові ліси в форт Чіпевіан, найняти там вояжерів та організувати таким чином поставки для наступного етапу експедиції. Під керівництвом канадських провідників британцям, які не мали досвіду в умовах суворої канадської зими, похід дався дуже важко. Ртуть в їхніх термометрах на морозі ставала твердою, а чай перетворювався в лід. Маючи одні лише ковдри їм доводилося по ночах зариватися в сніг для додаткової теплоізоляції. Франклін пізніше напише, що похід складався «із суміші сприятливих та несприятливих обставин. Якщо зважити їх суму, я підозрюю, що останні значно переважили б».
Група прибула в форт Чіпевіан в кінці березня, пройшовши 857 миль (1379 км) за шість тижнів. Опинившись там, Франклін виявив, що спорядити експедицію буде значно складніше, ніж він очікував. Сувора зима означала, що запаси продовольства практично відсутні, і йому прийшлося задовольнятися лише вельми невиразною обіцянкою місцевих мисливців, що вони стануть добувати їжу прямо під час шляху, і що нібито вождь індіанців річки Коппермайн надасть їм допомогу. Крім того, найкращі вояжери були залучені в конфлікт між двома торговими компаніями, а тому не хотіли ризикувати, подорожуючи по незвіданій місцевості, далеко за межами своїх звичайних районів промислу. Зрештою, Франкліну вдалося набрати групу з шістнадцяти вояжерів, але більшість з них не відповідали спочатку встановленим критеріям.

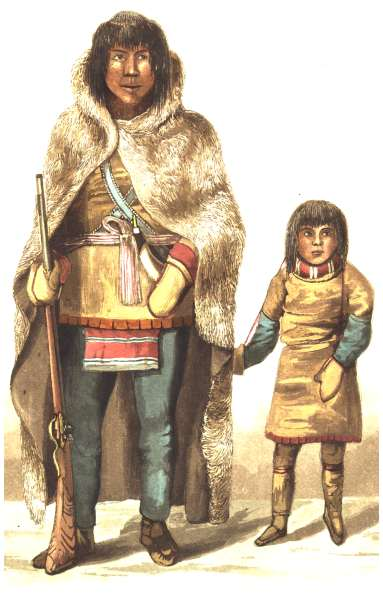
Вождь Акейчо, на допомогу якого розраховував Франклін, зі своїм сином

Возз'єднавшись з Худому та Річардсоном, вони в липні 1820 року рушили від форту Чіпевіан безпосередньо по Великому Невільничому озеру. Через десять днів група досягла форту Провіденс, що знаходиться на північно-західному березі. Там вони зустріли Акейчо (в пер. Велика нога), вождя племені єлловнайф, людям якого Північно-західна компанія доручила виступити провідниками та мисливцями в експедиції Франкліна. Акейчо, описаний як «дуже проникливий та проникливий людина», розумів концепцію Північно-Західного проходу, і уважно слухав, коли Франклін пояснював, що Прохід сприятиме процвітанню його народу. Однак, мабуть зрозумівши, що Джон Франклін дещо перебільшує вигоду, поставив питання, на який той відповісти не зміг: чому, якщо Прохід був настільки важливий для торгівлі, він не був відкритий раніше?
Акейчо обговорив з Франкліном умови договору. В обмін на списання боргів племені Північно-Західною компанією та деяку кількість постачань зброї, боєприпасів та тютюну, його люди готові були виступити як мисливців та провідників під час походу Франкліна вниз по річці Коппермайн та запасти продовольство до його повернення. Тим не менш, вони не повинні були ступати на землі інуїтів (ескімосів), що лежать на північній стороні річки (індіанці та ескімоси відчували один до одного ворожість та недовіру, особливо після вчиненої індіанцями гарантувати, що їжі завжди буде вистачати.
Залишок літа Франклін провів у поході на північ до точки на березі Коппермайн, яку Акейчо обрав місцем зимівлі. Їжа тим часом стрімко закінчувалася, та вояжери стали втрачати довіру до керівників експедиції. Загроза Франкліна застосовувати тяжкі тілесні покарання запобігла заколоту, але й підірвала у людей залишки доброї волі. Табір, який Франклін назвав фортом Ентерпрайз, був досягнутий без подальших інцидентів. Для зимівлі в ньому були побудовані дерев'яні хатини.

## Річка Коппермайн та арктичне узбережжя

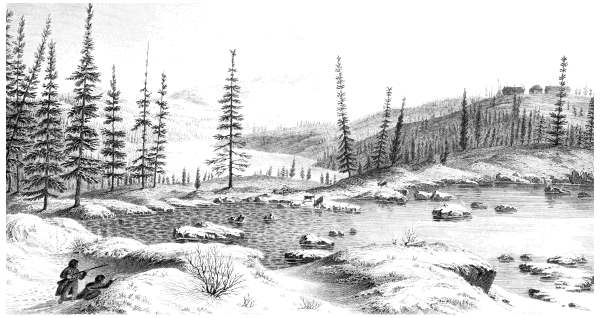
Зимівля в форті Ентерпрайз

Друга зимівля далася ще складніше. Поставки здійснювалися від випадку до випадку, адже обидві компанії воліли, щоб їх здійснив конкурент. Боєприпасів не вистачало, а індіанські мисливці були не настільки хороші, як очікувалося на початку. Зрештою, коли експедиція була на межі голоду, Джордж Бак був відправлений назад в форт Провіденс, щоб закликати компанії хоч до якихось дій. Після походу протяжністю в 1200 миль (1900 км) на снігоступах, часто використовуючи лише ковдру як притулок і при температурі близько-67 °F (-55 °С), він повернувся з постачаннями для задоволення найнагальніших потреб експедиції.

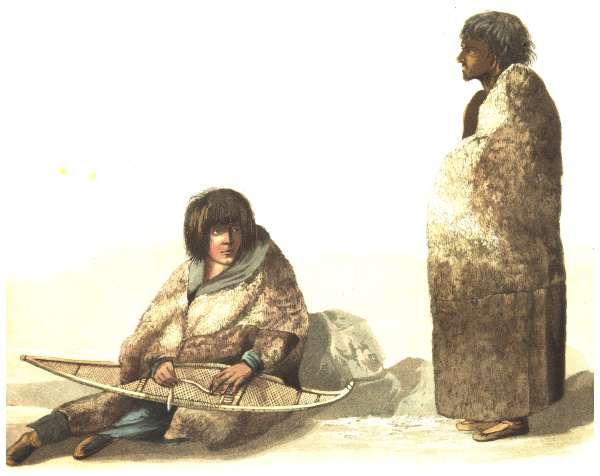
Зелений панчіх (ліворуч), індіанська дівчина, через яку двоє людей Франкліна намагалися битися на дуелі

Тим часом, безлади в таборі тривали. Вояжери, на чолі з двома перекладачами, П'єром Сен-Жерменом та Жаном-Батистом Адамом, знову повстали. Цього разу погрози лейтенанта Франкліна не подіяли. Сен-Жермен і Адам стверджували, що залишатися на цьому місці — вірна смерть, а тому загроза страти за заколот могла викликати лише сміх. Віллард Вентцель, представник Північно-Західної компанії, зрештою, зміг відновити хистке перемир'я. Але не встигло пройти багато часу, як Бак, що повернувся, і Худ стали суперниками в любові до індіанської дівчини на прізвисько Зелена панчоха. Справа дійшла до спроби дуелі, однак матрос Хепберн потай розрядив їхні рушниці. Ситуація стабілізувалася, коли Бака відправили до форту Чіпевіан (1100 миль) по паливо. Худ згодом став батьком дитини дівчини.
З настанням літа у Франкліна були дуже невиразні плани на найближчий сезон. Він вирішив обстежити місця на схід від гирла річки Коппермайн в надії зустріти кораблі Паррі, або досягти Репалс-Бей, де він зміг би поповнити запаси у місцевих ескімосів та повернутися на Йорк-фекторі через Гудзонову затоку. Якщо ж Паррі прибути не зможе, або з якоїсь причини група Франкліна не досягне Репалс-Бей, вони будуть змушені змінити маршрут і, якщо то буде можливо, повернуться в форт Ентерпрайз через незвідані Безплідні землі на схід від річки.

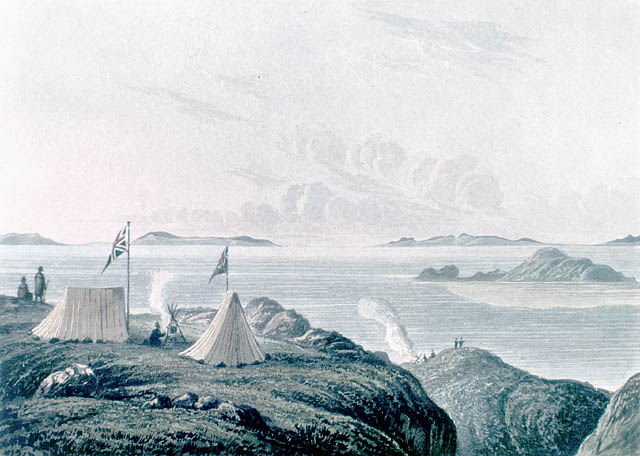
Табір Франкліна в гирлі річки Коппермайн

Подорож вниз по річці зайняло значно більше часу, ніж припускав Франклін. Він втратив віру в своїх індіанських провідників, які, як виявилося, знали місцевість набагато краще від нього самого. Провідники невпинно запевняли, що море вже близько, проте побачити Північний Льодовитий океан група змогла лише 14 липня. Незадовго до цього експедиція натрапила на стоянку ескімосів. Її мешканці втікали від нежданих гостей, що зруйнувало надії Франкліна на поповнення запасів експедиції. Стоянка стала зловісним свідченням браку продовольства в тому районі: в ній була виявлена лише тухла риба і сушене м'ясо мишей та дрібних птахів.
Індіанці повернули до будинку, як і було узгоджено раніше. разом з ними пішов Віллард Вентцель, а Франклін тим часом залишився з 15 вояжерам і лише чотирма британцями. Він наказав йти та споруджувати на шляху склади з їжею і, найголовніше, в форті Ентерпрайз повинно було бути заготовлено багато сушеного м'яса. Через закінчення сезону, Франклін розумів, що останній пункт дуже важливий: якщо він не зможе, що цілком ймовірно, досягти Репалс-Бей, а море замерзне та стане на заваді поверненню експедиції до гирла річки, то він буде змушений повертатися через Безплідні землі. У зв'язку з цим, існував реальний ризик, що по досягненню Форту, люди будуть близькі до голодної смерті. Франклін повторював знову й знову, що їхнє виживання залежатиме від наявності запасів в Форті.

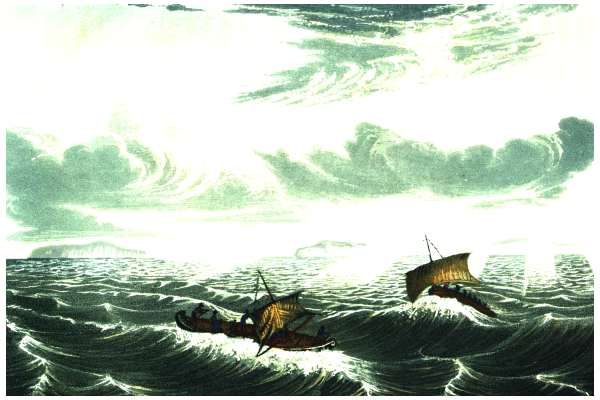
Каное Франкліна під час бурі 23 серпня

У гирлі річки Експедиціонери вирушили на схід у трьох каное і з запасом їжі на 14 днів. Проте їх просування стримували постійні бурі, часто заподіювали негаразди каное, а спроби полювати були настільки невдалими, що Франклін почав підозрювати вояжерів в навмисному саботажі з метою змусити групу повернути назад. Після проходження 500 миль (800 км) від узбережжя Франклін зробив зупинку 22 серпня 1821 року на мисі півострова Кент, який він назвав Тернагейном. Як він і боявся, стан каное, бурхливе море і вже почалася зимова міграція оленів зробили повернення до річки Коппермайн практично неможливим, а тому група вирішила вирушити до річки Худ і звідти через Безплідні землі йти до форту Ентерпрайз. Група досягла гирла річки на третій день шляху.

## Повернення в Форт Ентерпрайз

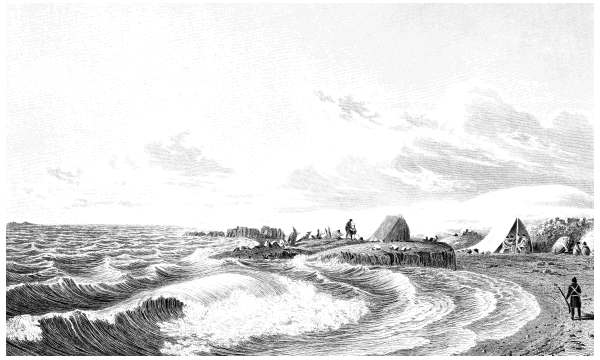
Табір експедиції на мисі Тернагейн

Похід по Безплідним землям давався дуже важко. Земля була усіяна гострими каменями, які розпорювали чоботи та ноги, постійно погрожували серйозними травмами. Річардсон зазначив, що «якщо хтось зламає тут кінцівку, його доля буде сумна, ми не зможемо залишитися з ним або нести його на собі ». Важкі каное (хоча морські каное були розібрані ще в гирлі річки та зібрані з їх матеріалів два каное поменше) були остаточно пошкоджені вояжерам (Франклін підозрював, що випадковістю це не було) та стали повністю непридатними. Зима настала рано, дичини ж було ще менше, ніж торік, і 7 вересня запас продуктів у експедиції був остаточно вичерпано. Рідко потрапляли олені, та їм доводилося харчуватися лише лишайником, і іноді — гниючими залишками від загнаної вовками дичини. Експедиціонери змушені були вдатися до відчайдушних заходів — вони зварили та з'їли шкіру з запасних чобіт.

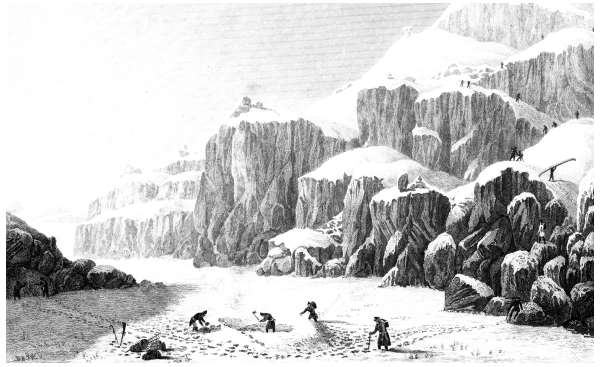
Загін готує табір та збирає лишайник в Безплідних землях, 20 вересня 1821

Вояжерам, які несли в середньому по 90 фунтів (41 кг) кожний, при укладенні договору був обіцяний раціон у 8 фунтів (3,6 кг) м'яса в день. Найбільш голодні снасті. Річардсон писав, що вони «стали безрозсудними та зовсім не підкорялися командам офіцерів ». Єдине, що стримувало їх від масового дезертирства та спроби досягти форту Ентерпрайз самостійно, було незнання дороги до нього. Тим не менш, вони також почали усвідомлювати, що Франклін сам не дуже уявляв куди йшов: магнітна девіація в цій області була невідома, а постійна хмарність зробили навігацію по сонцю неможливою. Повномасштабного бунту вдалося уникнути лише в силу досягнення 26 вересня повноводної річки, яка, без сумніву, була річкою Коппермайн.
Радість по досягненню річки швидко перетворилася у відчай, коли стало зрозуміло, що без човна перетнути річку можливим не представляється, хоча форт Ентерпрайз, за оцінками Франкліна, лежав всього в 40 милях (64 км) на протилежному березі. Річка мала швидку течію, і в ширину досягала 120 ярдів (110 м). Пошуки броду виявилися марними. Вояжери, за словами Річардсона, «Гірко проклинали себе за дурість пошкодити каное» та стали «недбалими та неслухняними… перестали боятися покарання та втратили надію на нагороду ». Один з них, Жанінас, втік, намагаючись врятуватися самостійно, і назад не повернувся. Річардсон сам ризикнув життям в спробі перепливти річку, обв'язавшись попередньо мотузкою навколо талії. Але після втрати чутливості в кінцівках і, отже, можливості боротися з течією, його витягли назад на берег. Гіпотермія підірвала останні сили і зробила Річардсона практично недієздатним.

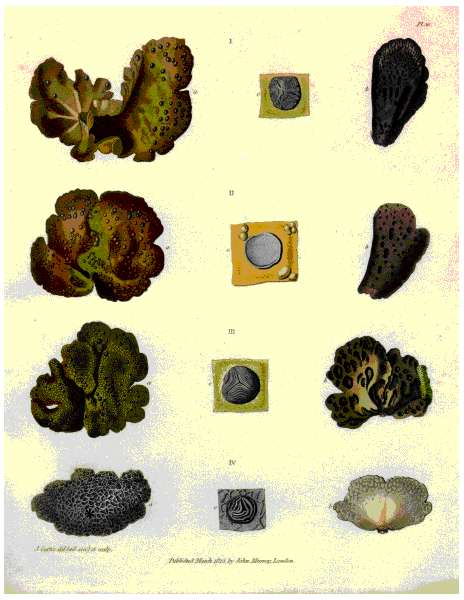
Види лишайника, якими харчувалися члени експедиції через брак інших продуктів

Експедиціонери швидко слабли від голоду, але ситуація була врятована Сен-Жерменом, який один мав сили і волю, щоб побудувати одномісне каное з вербових прутів та парусини. 4 жовтня він переправився через річку та простягнув між берегами мотузку. Решта переправилися слідом за ним успішно, хоча човен з кожним разом занурювалася в воду все нижче.
Форт Ентепрайз зараз лежав менше ніж у тижневому переході, однак він виявився нездоланним бар'єром для частини ослаблених людей. Двоє вояжерів, Кредит та Валіант, звалилися і залишилися лежати там, де впали. Річардсон і Худ були занадто слабкі для продовження шляху. Франклін вирішив розділити групу. Джордж Бак, єдиний на той час працездатний офіцер, був відправлений вперед з трьома вояжерам, щоб принести їжу з форту Ентерпрайз. Група Франкліна слідувала за ними, але значніше повільніше. Худ і Річардсон залишилися в таборі разом з Хепберн, який взявся за ними доглядати, в надії, що одна з двох груп зможе повернутися з їжею. Франклін був стурбований, що залишає своїх людей, але Худ і Річардсон наполягали на тому, що без них група буде мати набагато більше шансів на порятунок.
Група Франкліна ще не встигла піти далеко, коли чотири заготівельники хутра, Мішель Терохаут, Жан-Батист Беланжер, Перро та Фонтано, заявили, що вони не в змозі йти далі і попросили дозволу повернутися в табір до Худа і Річардсона. Франклін дав згоду та продовжив шлях з п'ятьма людьми, слабшаючи щодня. Дичину неможливо було знайти навіть якщо б хто-небудь з них тепер мав достатньо сил для утримання ґвинтівки. Тоді Франклін зробив запис, що став знаменитим: «лишайник ми не знайшли, тому пили чай і з'їли наші черевики на вечерю».
Франклін зі своїми людьми досяг форту 12 жовтня, через 2 дні після прибуття туди групи Бака. Однак, він виявив табір порожнім і без продовольства. Ніякого обіцяного сушеного м'яса в ньому не було, як не було і нічого іншого, що можна було б їсти. У таборі були лише торішні кістки тварин, убитих для того, щоб зробити з їхнього хутра підстилки, і трохи лишайнику. З знайденої записки, залишеної Баком, Франклін дізнався, що перша група продовжила шлях і попрямувала до форту Провіденс шукати Акейчо з його індіанцями. Люди Франкліна впали у відчай. Двоє вояжерів, Аугусто та Бенуа, вирушили вгору по річці в надії зустріти індіанців. Інші ж були занадто слабкі, щоб продовжувати рух будь-куди. Ще двоє вояжерів плакали лежачи ниць і чекали смерті. Зазвичай оптимістичний Франклін писав про те, що сили швидко покидають його. Жоден з них не їв м'яса вже протягом чотирьох тижнів .

## Вбивство
З чотирьох вояжерів, відправлених Франкліном назад у табір, лише один досяг його. Це був Мішель Терохаут, якому знадобилося чотири дні, щоб покрити 4 милі (6,4 км) шляху. Він розповів британцям, що нібито випередив інших та чекає їхнього приходу пізніше. Сумніви, які, можливо, породила його історія у офіцерів, поступилися місцем почуттю подяки, коли Терохаут представив їм м'ясо зайця та куріпки, яких йому вдалося вполювати по дорозі. Два дні потому він вирушив на полювання та приніс м'ясо вовка. Англійці були в захваті і з пожадливістю поїдали м'ясо.
Проте, протягом наступних кількох днів, поведінка Мішеля ставала все більш неврівноваженою. Він зникав на короткі проміжки часу, відмовляючись пізніше говорити куди він ходив. Він не міг збирати лишайник. Коли його запитали про полювання, він ухилився та заявив, що «немає тут ніяких тварин, ви б краще вбили та з'їли мене». Пізніше він звинуватив британців у тому, що ті з'їли його дядька.
У якийсь момент (з щоденника Річардсона не ясно в який саме), Річардсон і Худ стали підозрювати, що Мішель вбив трьох зниклих безвісти своїх супутників та зникав з табору, щоб харчуватися їх трупами. «Вовче м'ясо», яке вони їли, ймовірно, було людською плоттю. Потім, 20 жовтня, коли Річардсон та Хепберн збирали лишайник, вони почули в таборі постріл. По прибуттю в нього, вони виявили убитого Худа і Мішеля поруч з пістолетом в руці.
Мішель пояснив, що нібито Худ чистив свою рушницю та вистрілив собі в голову. Ця заява виглядала абсурдною: рушниця була занадто довгою, щоб людина могла вчинити самогубство. Більш того, постріл був зроблений в потилицю і, мабуть, коли Худ читав книгу. Мішель був добре озброєний, і Хепберн з Річардсоном нічого не могли вдіяти протягом трьох днів. Між тим, Терохаут ставав все більш агресивним та постійно запитував британців, чи не вважають вони, що це він убив Худа? Нарешті, 23 жовтня Мішель залишив їх на короткий час, щоб зібрати лишайник. Річардсон скористався нагодою, зарядив пістолет, і по поверненню Мішеля, застрелив його.

## Порятунок
Річардсон та Хепберн 29 жовтня важкими зусиллями досягли форт Ентерпрайз самостійно, і були вражені сценою, свідками якої вони стали. З чотирьох мешканців форту лише Пельтьє мав достатньо сил, щоб встати та привітати прийдешніх. Мостини були витягнуті та пішли на дрова, а шкури, якими колись завішували вікна, були з'їдені. Річардсон писав, що вигляд Франкліна і його товаришів «був жахливим, очі розширеними, а голоси замогильними».
Протягом наступного тижня, люди харчувалися одним лишайником та гнилими оленячими шкурами, які їли разом з опаришами, «вишуканими, як аґрус». Двоє вояжерів, Пельтьє та Самандре, померли в ніч на 1 листопада. Третій, Адам, також був дуже близький до смерті. Кінцівки Хепберн почали набрякати через нестачу білка. Нарешті, 7 листопада прибула допомога в особі трьох індіанців Акейчо, з якими зустрівся Бак (також втратив від голоду одну людину). Індіанці принесли спійману рибу, і поставилися до тих, що вижили, з «такою ж ніжністю, якою обдарували б власних дітей». Після тижневого відновлення сил, вони покинули форт Ентерпрайз 15 листопада, і прибули в форт Провіденс 11 грудня 1822 року.
Акейчо дав пояснення, чому в форті Ентерпрайз не була заготовлена їжа. Однією з причин було те, що троє з його мисливців загинули, коли провалилися під лід на замерзлому озері, а в форті Провіденс відсутні боєприпаси. Головна ж причина полягала в тому, що він вважав експедицію білих найбільшою дурістю, не вірив у можливість їх повернення, а тому не став повертатися в форт Ентерпрайз. Незважаючи на це, Франклін не звинувачував людей Акейчо, які багато чого зробили в ім'я його порятунку і не отримали за це обіцяну винагороду через конфлікт торгових компаній.

## Історична та культурна спадщина

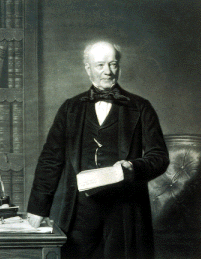
Джордж Сімпсон, найбільш затятий критик Франкліна

Експедиція була катастрофою. Франклін пройшов 5500 миль (8900 км) і втратив 11 з 19 своїх людей, зазначивши на карті лише невелику частину берегової лінії. Він не досяг Репалс-Бей і не зустрів судна Паррі. Коли в липні 1822 року група повернулася на Йорк-фекторі, Джордж Сімпсон з Компанії Гудзонової затоки, який з самого початку був противником експедиції Франкліна, писав що люди Франкліна не можуть повідати до кінця «подробиці свого згубного підприємства, і, я боюся, що вони не повністю досягли мети своєї місії». Сімпсон і вояжери, які знали місцевість, критикували нікчемне планування експедиції і поставили під сумнів загальну компетенцію Франкліна. Його небажання відхилятися від початкового плану, навіть коли стало ясно, що провізії бракуватиме для безпечного завершення походу, було названо негнучкістю і нездатністю адаптуватися до мінливої ситуації. Якби Франклін мав більше досвіду, він міг би переглянути цілі експедиції, або відмовитися від її продовження взагалі. У числі іншого, в різко сформульованому листі Сімпсона, говориться про низькі фізичні здібності голови експедиції: «він не має фізичної сили, необхідної для подорожі по цій країні, і в нього має бути три їжі в день, чай обов'язковий, він не може навіть з превеликим зусиллям проходити понад 8 миль в день». Проте слід мати на увазі, що Сімпсон, коли писав ці рядки, був представником Компанії Ґудзонової затоки, тоді як Північно-Західна компанія в умовах торгової війни Франкліна підтримувала.
Звістка про смерть Роберта Худа і Мішеля Терохаута породило хвилю темних чуток. Єдиним свідченням того, що сталося був звіт Річардсона, опублікований ним після консультації з Франкліном. Ніщо в цьому звіті не спростовувало домислів про те, що саме Річардсон та Хепберн могли вбити та з'їсти Худа і чотирьох вояжерів Віллард Вентцель, перекладач та представник Північно-західної компанії, звинувачений в нездатності забезпечити форт Ентерпрайз своєчасними постачаннями, зайшов ще далі і звинуватив Річардсона в вбивстві, зажадавши залучити того до суду. Бак згодом написав йому в листі: «по-правді кажучи, Вентцель, все, що трапилося, не потрібно афішувати». Адміралтейство не стало проводити офіційне розслідування.

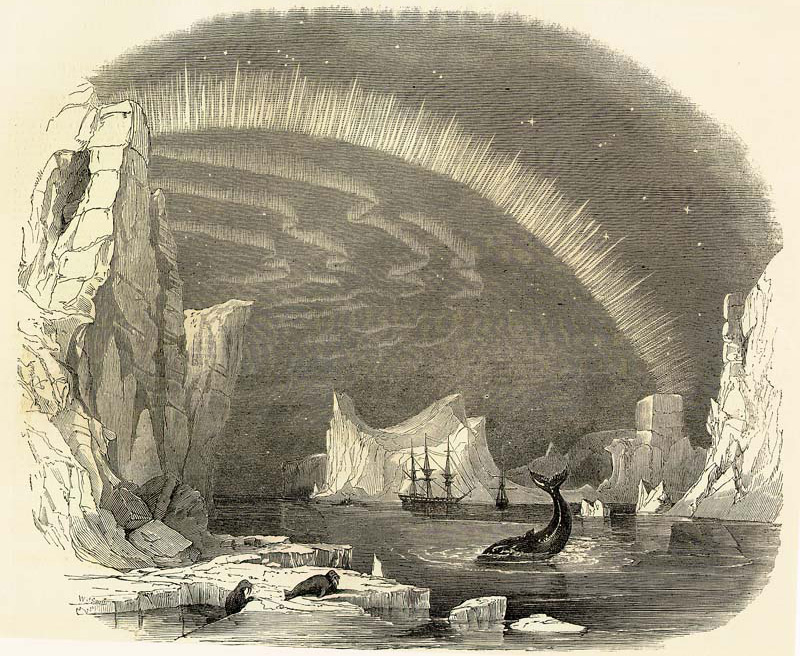
Вікторіанське романтичне уявлення про Арктику

Після повернення Франкліна в Англію всі чутки, критика та невиконання поставленого завдання були забуті, поступившись місцем народному замилуванню його мужністю перед обличчям труднощів. Франклін, який під час своєї відсутності був проведений в командер, тепер став капітаном. 20 листопада 1822 року він був обраний членом Королівського суспільства, в той час як Джордж Бак став лейтенантом. Звіт Франкліна про експедицію, опублікований 1823 року, вважався класикою літератури про подорожі. Видавництво не могло задовольнити попит, і книга продавалася з рук по десять гіней за екземпляр. Передмова до одного з пізніх перевидань написав Р. Ф. Скотт. У зв'язку з відчайдушними заходами, до яких вдався під час експедиції Франклін, він став відомий під ласкавим прізвиськом «Людина, який з'їв свої черевики».
1825 року Франклін почав ще одну арктичну експедицію. З групою, в яку входив Річардсон і Бак, він відправився вниз по річці Маккензі для нанесення на карту іншої частини узбережжя Канади. Цього разу експедиція була організована краще, менше залежала від сторонньої допомоги, і всі основні завдання були виконані. Протягом багатьох років після цього Франклін не ходив в арктичні райони, а виконував звичайні обов'язки капітана Королівського флоту. З 1839 року був лейтенант-губернатором Землі Ван-Дімена. 1843 року був знятий з посади та відкликаний до Лондона. А вже 1845 року Франклін був обраний керівником своєї останньої експедиції в Арктику, яка була покликана все ж відшукати Північно-Західний прохід. Разом з усім екіпажем (128 чоловік) та двома експедиційними кораблями він пропав, і таємниця його долі до сих пір не розгадана в повній мірі.
Історія експедиції по річці Коппермайн вплинула на Руаля Амундсена, який, в кінцевому підсумку, став першою людиною, що пройшли по Північно-Західному проходу, а також першим досяг Південного полюса. У віці 15 років він прочитав звіт Франкліна, і вирішив, що хоче стати полярним дослідником. Згодом він згадував:
|               | Достатньо дивно, що найбільше в оповіданні мене приваблювали страждання, через які довелося пройти серу Джону та його супутникам. Охоплений нез'ясовним поривом, я бажав теж одного разу випробувати все це. Можливо, юнацький ідеалізм, часто приймає форму мучеництва, примушував мене бачити себе хрестоносцем арктичних досліджень. |
| — Р. Амундсен | |